# Punctul zero
Punctul zero (în engleză Point Zero) este un film româno-american din 1996, regizat de Sergiu Nicolaescu. Rolurile principale sunt interpretate de actorii Darby Hinton, Brian McNamara, Kathleen Kinmont, Virgil Andriescu, Ioana Pavelescu, Iurie Darie, Emil Hossu, Jean Constantin și George Alexandru.
Acest film prezintă o poveste fictivă petrecută în perioada Revoluției din decembrie 1989. În zilele Revoluției, CIA trimite doi agenți speciali în România pentru a executa o operațiune cu numele de cod „Punctul zero”. Ei au trei obiective clare: să pună mâna pe o listă cu teroriștii aflați în SUA, să fure o casetă de bijuterii aparținând Elenei Ceaușescu și să-i scoată din țară pe soții Ceaușescu. Omul lor de legătură este generalul de securitate Duma, care intrase în anul 1986 în legătură cu CIA. Intervenția lor în România are scopul de a distrage atenția de la intervenția SUA în Panama, care avea loc în aceeași perioadă.

## Rezumat
În dimineața zilei de 21 decembrie 1989, directorul Smith de la CIA primește un telefon de la Pentagon prin care i se cere să rezolve „problema românească” și să trimită un agent pentru a realiza o misiune cu numele de cod „Punctul zero”. Smith îi încredințează agentului special Morgan (Darby Hinton) o misiune cu trei obiective clare: obținerea unei liste a teroriștilor aflați pe teritoriul american, furtul unei casete cu bijuterii aparținând Elenei Ceaușescu și răpirea soților Ceaușescu. Scopul acestei operațiuni este să distragă atenția puterilor străine de la intervenția SUA în Panama. Omul său de legătură era generalul de securitate Duma (Virgil Andriescu), pe care trebuie să-l scoată din țară. Pentru această operațiune riscantă Morgan urma să primească un onorariu de 2 milioane de dolari.
Pentru această operațiune, Morgan îl ia ca partener pe agentul special Peter Duran (Brian McNamara); deși Peter voia să se retragă din activitate, dorind să se mute în Bahamas cu iubita lui, cântăreața Brigitte (Kathleen Kinmont), el este convins de Morgan să participe la o ultimă misiune pentru care ar urma să primească 1 milion de dolari, jumătate din onorariul oferit de CIA.
Morgan și Peter ajung în România cu un avion cu jurnaliști străini, care aterizează pe Aeroportul Otopeni în mijlocul unui schimb de focuri. Între timp, generalul Duma, omul lor de legătură care pusese mâna pe caseta cu bijuterii și pe o serie de dosare ultrasecrete ale lui Nicolae Ceaușescu, fugise din clădirea unde se afla pentru a nu fi arestat de militarii care trecuseră de partea Revoluției. Cei doi americani apelează la un revoluționar pe nume Radu (George Mihăiță) pentru a-l găsi pe Duma, dar revoluționarul încearcă să-i jefuiască de bani și îi amenință cu arma, dar Peter îl imobilizează. Agenții americani ajung la vila de protocol unde se afla generalul Duma, iar cei trei pleacă împreună cu elicopterul spre Târgoviște, unde se aflau deținuți soții Nicolae și Elena Ceaușescu. Generalul îi conduce însă spre granița cu Ungaria, dar elicopterul trebuie să aterizeze într-o pădure din apropierea graniței pentru a nu fi doborât de artileria antiaeriană. Cei trei sunt cazați peste noapte într-un castel transformat în orfelinat, iar Morgan ascunde bijuteriile într-o ascunzătoare aflată în unul dintre dormitoare.
A doua zi, împotriva voinței celorlalți, Morgan decide să se întoarcă spre Târgoviște pentru a-și îndeplini și ultimul obiectiv fixat de Pentagon, care-i fusese transmit pe pager. Mașina lor este oprită de un baraj pe șosea, iar cei trei sunt considerați teroriști străini. Profitând de haosul creat de faptul că revoluționarii au tras asupra elicopterului care-l ducea pe generalul Victor Stănculescu (Iurie Darie) la Târgoviște, cei trei reușesc să fugă și ajung în oraș. Generalul Duma îi pune în legătură cu teroriștii arabi care urmau să execute misiunea de salvare a lui Nicolae Ceaușescu; aceștia se aflau ascunși în turnul de apă din imediata apropiere și prin canalele subterane. În curtea unității militare unde se aflau deținuți soții Ceaușescu se afla un canal, iar teroriștii urmau să dea drumul la gaz toxic din sistemul de canalizare atunci când Ceaușeștii urmau să fie scoși în curte pentru a fi executați după terminarea procesului. Morgan primește un nou mesaj pe pager și îi ucide, împreună cu Peter, pe toți teroriștii înainte ca aceștia să-și pună planul în aplicare. Al treilea obiectiv fixat de Pentagon era de fapt încurajarea Revoluției din România.
Morgan și Peter ajung la Constanța de unde vor să plece cu un vapor argentinian, dar în seara îmbarcării Peter îl împușcă pe Morgan și urcă singur pe vas cu servieta cu bijuterii. În cabină îl aștepta însă Duma care voia să pună și el mâna pe bijuterii. În servietă se aflau doar pietre, iar Duma îl obligă pe Peter să sară în mare, deși acesta din urmă nu știa să înoate. Morgan este salvat de la moarte de un lăutar țigan pe nume Elvis Celentano (Jean Constantin), poreclit de bulibașă „Limbă 2” după tatăl său care murise în închisoare ca deținut politic. Întors la hotelul din București, Morgan este răpit de oamenii lui Duma și torturat pentru a spune unde sunt ascunse bijuteriile. Se dezvăluie cu această ocazie că Morgan era un român pe nume Mihai Boldur, care fusese crescut la orfelinatul din castel până la 9 ani și fugise din țară la 12 ani, apoi luptase în Legiunea Străină înainte de a deveni agent special al CIA.
Fiind martor la răpirea americanului, Elvis cheamă poliția, iar Duma și oamenii săi fug, eliberându-l pe Morgan. Morgan se întoarce la hotel unde este abordat de Brigitte, care sosise acolo în căutarea lui Peter, iar cei doi trăiesc o poveste de dragoste care se întinde până după Paștele anului 1990. Într-una din zile, Morgan pleacă cu Elvis spre castel, fiind urmăriți atât de oamenii lui Duma, cât și de polițiștii conduși de maiorul George Pop (George Alexandru). Între timp, fetița Elena descoperise ascunzătoarea din castel și dăduse fiecărui copil câte o bijuterie. Oamenii lui Duma strâng bijuteriile de la copii. În luptele iscate cu acest prilej între polițiști și oamenii lui Duma, Peter (care scăpase de la înec) se pune în fața lui Morgan și este împușcat de Duma. Morgan îl împușcă la rândul său pe Duma. Aflat în agonie, Peter îi spune lui Morgan să cumpere o casă în Bahamas și să o ducă acolo pe Brigitte. La finalul filmului, Morgan o ia de mână pe Elena și pornesc amândoi pe jos.

## Distribuție
- Darby Hinton — Morgan, agent special al CIA (Mihai Boldur)
- Brian McNamara — Peter Duran, agent special al CIA, prietenul lui Morgan (menționat Brian Mc.Namara)
- Kathleen Kinmont — Brigitte, cântăreață, iubita lui Peter
- Virgil Andriescu — generalul de securitate Duma
- Ioana Pavelescu — amanta lui Morgan
- Iurie Darie — generalul Victor Stănculescu, ministrul apărării naționale
- Emil Hossu — col. Andrei Kemenici, comandantul garnizoanei din Târgoviște
- Jean Constantin — Elvis Celentano, poreclit „Limbă 2”, lăutar țigan din Constanța
- George Mihăiță — revoluționarul Radu
- George Alexandru — căpitanul George Pop, ulterior maior de poliție
- Ion Rițiu — căpitanul Ionel Boeriu
- Peter Morninton — Smith, director de la CIA
- Robert Daleb — general de la Pentagon
- Viorel Comănici — ofițerul originar din Petrești
- Ion Lupu
- Adrian Vâlcu — ofițerul din completul de judecată (menționat Adrian Vîlcu)
- Ileana Macovei
- Marin Chiioseaua
- Petre Moraru — civilul din clădirea garnizoanei din Târgoviște
- Mihai Niculescu
- Liviu Crăciun
- Petre Pletosu
- Adrian Drăgușin
- Alexandru Tomescu
- Bogdan Ghițulescu
- Cornel Popescu
- Constantin Rășchitor
- Gheorghe Birău
- Alexandru Dobrescu — avocatul soților Ceaușescu
- Cornel Gîrbea — avocatul soților Ceaușescu
- Dan Aștilean
- Nicolae Gheorghe
- Remus Cernat
- Florin Chevorchian
- Cristian Șofron — militar din plutonul de execuție
- Iulius Liptac — militar din plutonul de execuție
- Liviu Pancu — aghiotant
- Valentin Ionescu
- George Negoescu — paznicul de la orfelinat
- Geo Dobre — căpitanul Ionescu (menționat Gheorghe Dobre)
- Mircea Rusu — ofițerul de securitate Pascu
- Victor Yila
- Ion Caragea
- Adrian Pavlovschi — terorist arab
- Vasile Popa — terorist arab
- Vasile Albineț — terorist arab
- Florin Mărculescu
- Sergiu Nicolaescu — revoluționarul înarmat de la aeroport (nemenționat)
- Constantin Drăgănescu — revoluționar (nemenționat)

## Producție
Regizorul Sergiu Nicolaescu a fost un participant activ la Revoluția din decembrie 1989. El a scris un scenariu fictiv inspirat din evenimentele petrecute în zilele Revoluției, în care a reprodus și evenimente reale precum procesul și execuția soților Nicolae și Elena Ceaușescu.
Filmul Punctul zero este o coproducție româno-americană, fiind produs de Star Film în colaborare cu firma Kiper Lascu Entertainment - Los Angeles, producător delegat fiind Anthony Robert Markes. Regizori secunzi au fost Nicu Gheorghe și Daniel Bărbulescu. O parte din filmări au fost realizate la Los Angeles și New York. La propunerea Centrului Național al Cinematografiei, acest film a beneficiat în 1994 de alocarea de la bugetul de stat a sumei de 265.000 lei (din devizul de 365.000 lei), fiind considerat film „de interes național, de importanță deosebită pentru cultura românească”. 
Pe genericul de început al filmului este făcută următoarea mențiune: „În afara scenelor privind execuția din 25 decembrie 1989, toate celelalte sunt pură ficțiune. Orice asemănare de nume este întîmplătoare. - Autorii”. Coloneii Neculai Grigoraș și Ion Predescu au fost folosiți pe post de consilieri.
Vorbind despre acest film, Sergiu Nicolaescu a afirmat: „Filmul „Punctul Zero” este o ficțiune presărată cu elemente documentare. S-a vorbit, s-au scris nenumărate aprecieri despre revoluția română. Această peliculă este mult mai aproape de adevăr. Execuția lui Ceaușescu este milimetric și exigent reconstituită. Este filmată în locurile și cu martorii acelor evenimente. Desfid pe oricine ar susține că aceste secvențe nu corespund cu fidelitate realității.” A fost folosit la filmări același TAB din care soții Ceaușescu au coborât la 25 decembrie 1989 în curtea unității militare din Târgoviște. Scena execuției a fost repetată de mai multe ori până a ieșit așa cum trebuia. Interpreții lui Nicolae și Elena Ceaușescu au fost două persoane alese ca urmare a asemănării fizice cu cei doi soți.
În acest film apare într-o scurtă secvență și Sergiu Nicolaescu, în rolul unui revoluționar care urcă în autobuzul cu ziariști străini preluați de la Aeroportul Otopeni. El are pe umăr un AKM și le spune în limba franceză jurnaliștilor că au primit autorizația de a intra în țară, dar că nu le poate garanta securitatea.
Filmul conține câteva scene de nuditate: la început apare Ioana Pavelescu nud sub duș, pentru ca la sfârșit să fie văzută dezbrăcată actrița americană Kathleen Kinmont.

## Recepție
Filmul Punctul zero a fost vizionat de 148.897 de spectatori la cinematografele din România, după cum atestă o situație a numărului de spectatori înregistrat de filmele românești de la data premierei și până la data de 31.12.2006 alcătuită de Centrul Național al Cinematografiei. El a fost cel mai vizionat film românesc din anul 1996, pe locurile 2 și 3 clasându-se Prea târziu al lui Lucian Pintilie (cu 38.455 spectatori) și Eu sunt Adam al lui Dan Pița (cu 28.316 spectatori).

### Aprecieri critice
În Istoria filmului românesc (1897-2000) (Ed. Fundației Culturale Române, București, 2000), criticul Călin Căliman afirma că Punctul zero este un film ce relatează o poveste „destul de complicată”, cu o intrigă inconsistentă și plină de inabilități, în care planurile narative se amestecă „uneori rizibil”.
Criticul Tudor Caranfil nu a dat filmului nicio stea și a făcut următorul comentariu: „Geopolitică stil Nicolaescu: strip-tease și gloanțe, sex și blindate, Marea Neagră și Pentagonul, copii abandonați și cuplete cu Jean Constantin, totul și nimic într-un film tipic pentru declinul regizorului și al cinematografiei postdecembriste. Blufful culminează cu nefericita combinare a benzii autentice de sunet a „instanței” de la Târgoviște (Pr. UCIN, Anușavan Salamanian) cu scene stângaci jucate de amatori care, deși aduc a soții Ceaușescu, fac din momentul în sine un fals cu atât mai flagrant.” 

### Premii
Inginerul Anușavan Salamanian a obținut în 1997 Premiul pentru coloană sonoră al Uniunii Cineaștilor din România (UCIN) pentru activitatea sa la acest film.